# Münchener Kommentar zur Zivilprozessordnung
Der Münchener Kommentar zur Zivilprozessordnung (Abk. MüKoZPO) ist ein wichtiger Kommentar zum deutschen Zivilprozessrecht aus dem Haus C.H.Beck und gilt als Standardwerk.
Die erste Auflage des Münchener Kommentars erschien 1992 und wurde von Gerhard Lüke und Peter Wax herausgegeben. Lüke tritt heute nicht mehr als Herausgeber auf, an seine Stelle sind Thomas Rauscher und Joachim Wenzel gerückt. Im Jahr 2020 erschien die sechste Auflage des Kommentar in drei Bänden, welche neben der Zivilprozessordnung auch noch zivilprozessrechtlich relevante Nebengesetze sowie Gesetze zum internationalen und europäischen Zivilrecht beinhaltet. Zitiert wird der Münchener Kommentar zur Zivilprozessordnung üblicherweise wie folgt:
MüKoZPO/Bearbeiter § Paragraphennummer Rn. Zahl der Randnummer, also bspw. MüKoZPO/Wache § 115 ZPO Rn. 30